# Aino Ackté
Aino Ackté (originalment Achte, Hèlsinki, 23 d'abril de 1876 – Vihti, 8 d'agost de 1944) fou una soprano finlandesa. Fou la primera estrella internacional de l'òpera finlandesa després d'Alma Fohström.
Els pares d'Ackté eren la mezzosoprano Emmy Achte i el compositor i director Lorenz Nikolai Achte. Aino Ackté es casà amb el doctor Heikki Renvall el 1901 amb qui tingué una filla, Glòria Leppänen. Mies Reenkola, el seu fill, naixeria el 1908.
La jove Ackté estudiava cant sota la tutela de la seva mare fins al 1894 quan ingressà al Conservatori de París (Edmond Duvernoy i Alfred Girodet). El seu debut reeixit a la Grand Opéra de París succeïa el 1897 amb Faust, de Gounod. El resultat fou la signatura d'un contracte per sis anys.
El 1904 Ackté va signar amb la Metropolitan Opera de Nova York on romania fins al 1906. El 1907 creava el paper protagonista de Salomé, de Richard Strauss, a Leipzig i el 1910 a Londres. L'estrena al Covent Garden fou un èxit enorme i el mateix Strauss proclamava Ackté com a "l'única Salomé".
Jean Sibelius li dedicà el seu poema simfònic Luonnotar quan l'estrenà el 10 de setembre de 1913 al Festival de Gloucester a Anglaterra. Ackté va acabar els seus viatges internacionals aquell mateix any i retornava a Finlàndia, on feia la seva darrera actuació el 1920. Les seves últimes actuacions en públic tenien lloc al Festival d'òpera de Savonlinna el 1930.
El 1911, Ackté, Oskar Merikanto, i Edvard Fazer fundaven la Kotimainen Ooppera, un predecessor a l'Òpera Nacional Finlandesa (rebatejat el 1914 Òpera Finlandesa i més tard el 1956 Òpera Nacional Finlandesa). En va ser la directora del 1938 al 1939. Després de prendre camins separats amb l'Òpera Nacional, Ackté organitzà el Savonlinna Opera Festival, que començava el 3 de juliol de 1912 i que es mantenia durant els anys 1912-14, 1916 i 1930.
Entre les seves amistats s'hi comptava Albert Edelfelt, que pintà un famós retrat d'Ackté el 1901.
Moria a Nummela, Vihti, l'agost de 1944.
Té un passeig dedicat prop de l'Olavinlinna, a Savonlinna, i un altre carrer a Hèlsinki, Finlàndia. La seva casa estival, Villa Aino Ackté, localitzada prop de Hèlsinki, es lloga per a activitats culturals i reunions.
Ackté és la model original més probable per al personatge d'òpera Bianca Castafiore, dels llibres de còmics Les aventures de Tintín, del belga Hergé.